# Awarhalli, Afzalpur
Awarhalli là một làng thuộc tehsil Afzalpur, huyện Gulbarga, bang Karnataka, Ấn Độ.